# Västra Husby distrikt
Västra Husby distrikt är ett distrikt i Söderköpings kommun och Östergötlands län. 
Distriktet väster om Söderköping. 

## Tidigare administrativ tillhörighet
Distriktet inrättades 2016 och utgörs av socknen Västra Husby.
Området motsvarar den omfattning Västra Husby församling hade vid årsskiftet 1999/2000.